# Sveti Petar Čvrstec
Sveti Petar Čvrstec falu Horvátországban Kapronca-Kőrös megyében. Közigazgatásilag Sveti Ivan Žabnóhoz  tartozik.

## Fekvése
Kőröstől 10 km-re délkeletre, községközpontjától 8 km-re északkeletre fekszik.

## Története
A település plébániatemplomát 1334-ben Ivan zágrábi főesperesnek a zágrábi káptalan helyzetéről írott feljegyzésében említik először. 1543-ban egy újjáépített kastélyt említenek itt. Régi templomát 1819-ben lebontották és 1821-re építették fel a mai késő barokk plébániatemplomot.
1857-ben 1112, 1910-ben 1696 lakosa volt. Trianonig Belovár-Kőrös vármegye Körösi járásához tartozott. 2001-ben 773 lakosa volt.

## Nevezetességei
Szent Péter és Pál apostolok tiszteletére szentelt plébániatemploma mai formájában 1821-ben épült klasszicista stílusban egy régebbi templom helyén, amelyből csak a 16./17. században épített harangtorony maradt, mely a korábbi templom egyetlen fennmaradt része. A harangtornyot kétszer magasították. Először a 18. században, amikor a harmadik és a negyedik emeletet húzták rá, majd a 19. században a klasszicista templom építése során az ötödik emelettel magasították. A templom egyhajós, négyszögletes alaprajzú épület, keskenyebb félköríves záródású szentéllyel, a szentélytől délre csatlakozó sekrestyével, és a nyugati homlokzat előtti harangtoronnyal. A hajó belseje és a szentély csehsüvegboltozatos, az apszis pedig félkupolával van befedve. Két oltára 17. századi, szószéke 1745 körül készült, valamennyi pálos mesterek munkája.

## Külső hivatkozások
A község hivatalos oldala